# ليه رامزي
ليه رامزي هو لاعب هوكي الجليد كندي، ولد في 1 يوليو 1919، وتوفي في 1 سبتمبر 1990.

## وصلات خارجية
- ليه رامزي على موقع دوري الهوكي الوطني (الإنجليزية)
- ليه رامزي على موقع EliteProspects.com (الإنجليزية)
- ليه رامزي على موقع HockeyDB.com (الإنجليزية)
- ليه رامزي على موقع Hockey-Reference.com (الإنجليزية)